# Landysj serebristyj
Landysj serebristyj (russisk: Ландыш серебристый) er en russisk spillefilm fra 2000 af Tigran Keosayan.

## Medvirkende
- Olesja Zjeleznjak som Zoja Misotjkina
- Jurij Stojanov som Stas Pridorozjnyj
- Aleksandr Tsekalo som Lev Bolotov
- Aljona Khmelnitskaja som Irma
- Vladimir Ilin som Misotjkin